# Mary Roos (Schiff)
Die Mary Roos ist eine 2016 gebaute Autofähre, die zwischen dem linksrheinischen Bingen (Landkreis Mainz-Bingen) und dem rechtsrheinischen Rüdesheim am Rhein (Rheingau-Taunus-Kreis) verkehrt. Sie ist auch als Passagierschiff zugelassen.
Die konventionell motorisierte Doppelendfähre wurde 2017 auf den Künstlernamen der Schlagersängerin Rosemarie Schwab getauft.

## Bau und technische Daten
Als Ersatz für ihre 30 Jahre alte Autofähre Europa bestellte die Bingen-Rüdesheimer Fähr- und Schifffahrtsgesellschaft aus Bingen 2015 bei der Lux-Werft in Mondorf einen Neubau. Bei der Konstruktion orientierte sich die Werft eng an der vorhandenen Autofähre Rheintal, der sie ähnelt; sie stellt aber eine verbesserte Weiterentwicklung dar. Der Neubau wurde auf der Werft unter der Baunummer 211 auf Kiel gelegt, lief im Januar 2017 vom Stapel und wurde am 3. März 2017 auf den Namen der aus Bingen stammenden Schlagersängerin Mary Roos getauft.
Die Fähre ist 62,00 Meter lang (über Klappen) und 17,20 Meter breit. Der maximale Tiefgang beträgt 1,25 Meter. Sie hat eine Tragfähigkeit von 200 Tonnen und ist für bis zu 600 Personen sowie 42 Pkw auf den vier Fahrspuren zugelassen. Schwere Lkw müssen auf den mittleren Fahrspuren positioniert werden. Das zulässige Gesamtgewicht des schwersten Lastkraftwagens darf 80 Tonnen nicht überschreiten. Fahrzeuge und Fußgänger haben an Deck wie im Rampenbereich getrennte Bereiche. Angetrieben wird die Mary Roos von zwei Volvo-Penta-Dieselmotoren des Typs D13 MH mit jeweils 280 kW Leistung, die zwei Voith-Schneider-Propeller VSP 12 antreiben.

## Betrieb
Am 4. März 2017 hat die Fähre den Liniendienst zwischen Bingen und Rüdesheim aufgenommen und ist seitdem zusammen mit der 2008 gebauten Autofähre Rheintal im Pendelverkehr als Rheinfähre Bingen–Rüdesheim im Einsatz. Eine Querung des Stromes dauert drei bis fünf Minuten. Die Fähren nehmen morgens um 5.30 Uhr den Betrieb auf und verkehren im ständigen Wechsel über den Fluss. Im Winterhalbjahr (November bis März) endet der Betrieb um 22.00 Uhr, im Sommerhalbjahr (April bis Oktober) um 24.00 Uhr.
Über den Fährdienst hinaus hat die Mary Roos eine Zulassung als Passagierschiff, um es auch für Eventfahrten verchartern zu können. Als Voraussetzung musste sie zusätzliche Bestimmungen erfüllen und wie ein Ausflugsschiff ausgerüstet sein. Dazu zählen Schwimmwesten für 600 Fahrgäste, zusätzliche Toiletten, Erfüllung zusätzlicher Brandbestimmungen oder der Rumpfaufbau. So ausgestattet können auf dem Fährdeck etwa Zelte und Imbissstände aufgebaut werden.